# Müller Méla
Müller Méla, született Hirsch Melánia (Budapest, 1879. április 22. – Budapest, 1933. november 12.) festőművész, Müller Ágota festő nővére. 

## Életpályája
Müller Emil Vince (1851–1938) linzi születésű hivatalnok és Hirsch Róza (1849–1944) lánya. Szülei 1903. október 8-án kötött házasságával törvényesítették. A budapesti Állami Női Festőiskolában Deák-Ébner Lajosnál, azután Münchenben és Berlinben tanult. Budapesten főleg arc-, figurális- és csendéletképeket festett. 1905-ben Berlinben aranyérmet kapott. Portrékat festett Augusta Wilhelmina hercegnőről, Ernst Haeckelről, Frieda Hempel operaénekesnőről, abban a korhű jelmezben festette le a művésznőt, amelyet Vilmos császár rajzai alapján készítettek, továbbá a német arisztokrácia számos tagjáról. Budapesti kiállításokon is sűrűn szerepelt festményeivel és több ezüst- és bronzérmet nyert a Nemzeti Szalon kiállításán. A kaiserzelteni kiállításon aranyérmet kapott, szerepelt azonkívül berlini, lipcsei, amszterdami, római, stockholmi kiállításokon, a barcelonai világkiállításon, Velencében és Genfben is. Több előkelő műgyűjteményben is szerepelt műveivel, így a Fővárosi Képtárban, Berlinben, és az afrikai Fokvárosban is, egy alkotását pedig a bukaresti Nemzeti Múzeum őrzi. 1933 őszén súlyos betegen érkezett haza Berlinből és november 12-én meghalt. November 15-én helyezték nyugalomra a rákoskeresztúri temetőben. Berlinben maradt művészi alkotásait hazaszállították és hagyatéki kiállítást rendeztek belőle. 